# Diecezja Bagdogra
Diecezja Bagdogra (łac. Diœcesis Bagdograna) – diecezja rzymskokatolicka w Indiach, z siedzibą w Bagdogrze. Sufragania metropolii Kalkuty. Została utworzona w 1997 z części terenu diecezji Dardżyling.

## Główne świątynie
- Katedra: Katedra Dobrego Pasterza w Bagdogrze

## Biskupi diecezjalni
- Thomas D’Souza (1997-2011)
- Vincent Aind (2015-2023)
- Paul Simick (od 2024)